# Is There Anybody Out There?
Is There Anybody Out There? ist ein Lied der US-amerikanischen Thrash-Metal-Band Machine Head.

## Entstehung
Die Idee zu dem Lied hatte Sänger Robb Flynn auf dem Heimflug nach einer achtwöchigen Tournee durch Osteuropa. Obwohl er eigentlich keine neue Musik schreiben wollte, fiel ihm während des Fluges eine Gesangsmelodie ein, die er auf seinem iPhone speicherte. Zu Hause arbeitete er gemeinsam mit dem Schlagzeuger Dave McClain das Lied weiter aus. Flynn kündigte bereits im Vorfeld an, dass die Single für sich selbst steht.

„2016 muss man kein Album veröffentlichen; du kannst einfach ein Lied aufnehmen und veröffentlichen. Dies ist eines der coolsten Dinge, die das Internet ermöglichen.“

Aufgenommen wurde das Lied im Oktober 2015 in den Trident Studios in Martinez. Das Lied wurde am 3. Juni 2016 als Download und am 29. Juli 2016 als 7″-Single veröffentlicht.

## Hintergrund
Laut Sänger Robb Flynn handelt das Lied von „Liebe, Einsamkeit, Rassismus und dem Unverständnis darüber, was in der Welt/Amerika vor sich geht“. Er bezieht sich aber auch auf „aktuelle Geschehnisse, würde jedoch auf etwas Übergeordnetes abzielen“. Teilweise holte sich Flynn die Inspiration durch die Ereignisse bei dem zu Ehren von Dimebag Darrell veranstalteten Festival Dimebash 2016, bei dem der ehemalige Pantera-Sänger Phil Anselmo den Hitlergruß zeigte und dem Publikum die Worte White Power zurief.
Als Reaktion darauf änderte Flynn die zweite Strophe des Liedes und bezieht sich mit den Worten Ashamed of the racists I used to call brothers (engl. für Beschämt von den Rassisten die ich Brüder nannte) und bezieht sich dabei auf die genannten Vorkommnisse. Flynn veröffentlichte daraufhin über die Plattform YouTube ein Video mit dem Titel Racism in Metal (Rassismus im Metal) in dem er zum einen Anselmos Tat kritisierte, zum anderen aber auch die Metalfans dafür kritisierte, dass weder Fans noch andere Bands sich gegen Anselmos rassistische Äußerungen und Taten stellen. Rassismus habe keinen Platz im Metal und Machine Head werden keine Pantera-Songs mehr spielen. Nach eigener Aussage hat Flynn daraufhin über 1000 Morddrohungen erhalten.

„Wenn dies Chad von Nickelback gewesen wäre, wenn dies Justin Bieber gewesen wäre, wenn dies Tom Brady gewesen wäre, wenn dies Lars Ulrich gewesen wäre würden Köpfe rollen.“